# Maria Kalmykova
Pour les articles homonymes, voir Kalmykova.
Maria Kalmykova (en russe : Мария Львовна Калмыкова), née le 14 février 1978 à Riazan, est une joueuse russe de basket-ball, évoluant au poste de pivot.

## Club
- Tchevakata Vologda (Russie)
- Spartak Moscou (Russie)

## Palmarès

### Club
- Vainqueur de l'Euroligue 2007

### Sélection nationale
- Championnat du monde
  -  Médaille d'argent du Championnat du monde 2002 en Chine
- championnat d'Europe
  -  Médaille d'or au Championnat d'Europe 2003 en Grèce
  -  Médaille d'argent au Championnat d'Europe 2001 en France
  -  Médaille de bronze au Championnat d'Europe 1999 en Pologne